# Цветанка Перич
Цветанка Перич (на македонска литературна норма: Цветанка Периќ) е юристка от Северна Македония.

## Биография
Завършва право в Юридическия факултет на Скопския университет в 1989 година. В 1993 година полага правосъден изпит и от 1994 до 2005 година работи като сътрудник и съдебен съветник в Апелативния съд в Скопие. В 2005 година е избрана за съдия в Основния съд Скопие II, а от 2007 до 2009 година работи като съдия в Основния съд Скопие I по наказателна материя. В 2006 – 2009 година е председател на отдела за пълнолетни престъпници и председател на Наказателния съвет. На 20 март 2011 година е избрана за съдийка в Апелативния съд в Скопие, където работи по наказателни дела.
На 11 септември 2019 година Съдебният съвет на Република Македония я избира за съдийка във Върховния съд на Република Македония.